# Damara (subprefektur)
Damara är en subprefektur i Centralafrikanska republiken.   Den ligger i prefekturen Ombella-Mpoko, i den sydvästra delen av landet, 80 km norr om huvudstaden Bangui.
I omgivningarna runt Damara växer huvudsakligen savannskog. Runt Damara är det mycket glesbefolkat, med 3 invånare per kvadratkilometer.